# 페테르 플라우그보르
페테르 플라우그보르(덴마크어: Peter Plaugborg, 1980년 4월 12일 ~ )는 덴마크의 배우이다.

## 영화
- 레진 (2019년)
- 겨울형제 (2017년)
- 더 아이디어리스트 (2015년)
- 인 유어 암스 (2015년)
- 더 킹 오브 엠파이어 (2015년)
- 미라클 (2013년)
- 미결처리반 Q (2013년)
- 어 케어테이커스 테일 (2011년)
- 정크 러브 (2011년)
- 서브마리노 (2010년)
- 더 블레싱 (2009년)
- 브라더후드 (2009년)
- 캔디데이트 (2008년)
- 플레임 & 시트런 (2008년)